# Nothancyla verreauxi
Nothancyla verreauxi is een insect uit de familie van de gaasvliegen (Chrysopidae), die tot de orde netvleugeligen (Neuroptera) behoort. 
Nothancyla verreauxi is voor het eerst wetenschappelijk beschreven door Navás in 1910.